# Katalin Kulcsár
Katalin Anna Kulcsár, née le 7 décembre 1984 à Győr, est une arbitre de football hongroise.

## Biographie

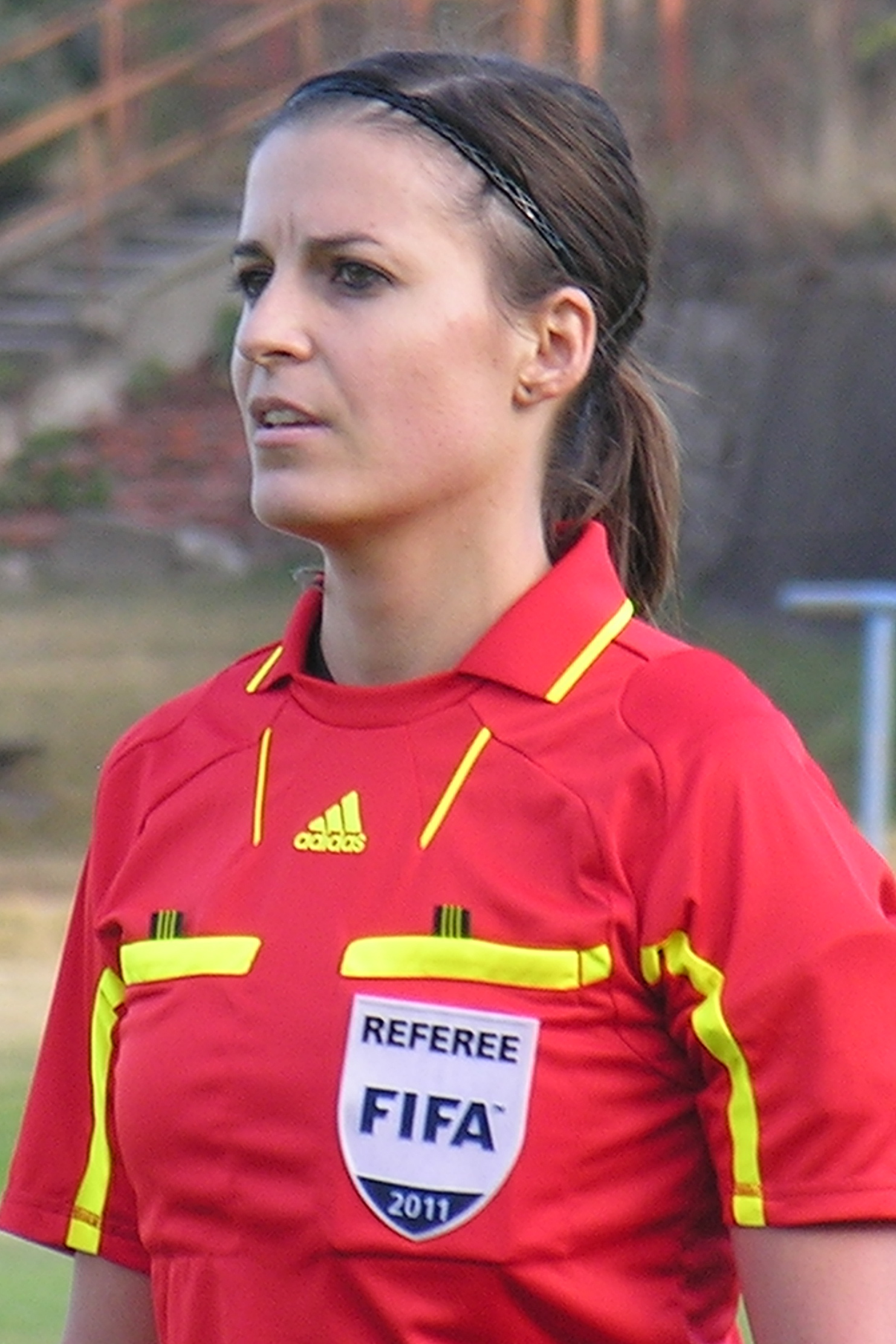
Katalin Kulcsár en 2011.

Kulcsár est sélectionnée par la FIFA lors de la Coupe du monde féminine 2015,,.
Elle fait ensuite partie des arbitres officiant lors de la Coupe du monde féminine 2019 organisée en France.
Elle officie également comme arbitre lors des championnats d'Europe féminins 2013 et 2017.
Elle arbitre aussi plusieurs matchs de Ligue des champions féminine de l'UEFA.